# Mash-Up (Glee)
"Mash-Up" er den ottende episode af den amerikanske tv-serie Glee. Episoden blev vist på Fox den 21. oktober 2009, og blev instrueret af Elodie Keene og skrevet af Ian Brennan. Episoden handler om, at korlederen Will Schuester (Matthew Morrison) forsøger at lave et bryllupsmedley i stil med et mash-up for han kollegaer Emma (Jayma Mays) og Ken (Patrick Gallagher). Finn (Cory Monteith) og Quinn (Dianna Agron) finder ud af, at de ikke længere betragtes som populære, mens kormedlemmerne Rachel (Lea Michele) og Puck (Mark Salling) bliver romantisk involveret med hinanden; det samme gør cheerleadertræner Sue Sylvester (Jane Lynch) og den lokale nyhedsvært Rod Remington (Bill A. Jones).
Episoden har coverversioner af fem sange. Studieoptagelser af tre af sangene blev udgivet som singler, til rådighed for digital download, og tre af dem er inkluderet på albummet Glee: The Music, Volume 1. Neil Diamond var tøvende om give tilladelse til, at Glee måtte bruge hans sang "Sweet Caroline", men blev overbevist af seriens musikproducer P.J. Bloom og nød i sidste ende forestillingen, givet af Salling. Episoden blev set af 7.240.000 amerikanske seere. De musikalske forestillinger fik blandede anmeldelser fra kritikerne. The Wall Street Journals Raymund Flandez beskrev "Mash-Up" som et "vendepunkt" for Glee, og roste episoden for sin karakterudvikling.

## Plot
Fodboldtræner Ken Tanaka og vejleder Emma Pillsbury beder korleder Will Schuester om, at skabe et mash-up til deres bryllup, ved hjælp af "Thong Song" og "I Could Have Danced All Night" fra My Fair Lady. Ken sanser, at Emma hellere vil være sammen med Will i stedet for ham, så han giver de fodboldspillende kormedlemmer et ultimatum, ved at planlægge en ekstra fodboldtræning på samme dag, som koret øver.
Finn Hudson (Cory Monteith) og Quinn Fabray (Dianna Agron) får kastet slushice i hovedet af de andre studerende, der ønsker at pille dem ned, da deres høje sociale status som fodboldquarterback og kaptajn for cheerleaderne er forsvundet på grund af Quinns graviditet og tilhørsforhold i koret. Pucks (Mark Salling) mor (Gina Hecht) tilskynder ham til at date en jødisk pige, og han beslutter sig for Rachel Berry (Lea Michele). Til at starte med undsklder hun sig med, at hun har brug for en stærk mand, der kan udføre en solo. Som et resultat der af, synger Puck "Sweet Caroline", som er hans første solo i koret, dedikere den til Rachel og indleder dermed forholdet til hende. De to ender med slå op med hinanden, som et resultat af Rachels følelser for Finn og Pucks følelser for Quinn.
Cheerleadertræner Sue Sylvester (Jane Lynch) forelsker sig i Rod Remington (Bill A. Jones), en tv-nyhedersvært på programmet, hvor hun giver sin mening tilkende på fjernsyn, og gør det godt igen med Will. Hendes forhold mislykkes da hun opdager, at Rod er utro, og Sue fjerner Quinn fra cheerleadertruppen på grund af hendes graviditet.
Selvom Finn har valgt at blive på fodboldhold, har alle de andre fodboldspillende medlemmer valgt koret. Ken fortryder hans ultimatum efter en samtale med en bestyrtet Finn og annullerer den ekstra træning, så fodboldspillerene igen kan gå til begge aktiviteter. I mellemtiden tilbringer Will og Emma mere tid sammen, mens Will forbereder deres mash-up, og snart indser de, at de har stærke følelser for hinanden. Will beslutter, at fjerne sig selv fra ligningen og senere fortæller han Emma og Ken, at han ikke vil være i stand til at skabe deres mash-up.

## Produktion
"Mash-Up" blev skrevet af seriens skaber Ian Brennan og instrueret af Elodie Keene. De tilbagevendende figurer, som optræder i episoden er kormedlemmer Brittany (Heather Morris), Santana Lopez (Naya Rivera), Mike Chang (Harry Shum, Jr.) og Matt Rutherford (Dijon Talton), atleterne Lipoff (Zack Lively), Dave Karofsky (Max Adler) og Azimio (James Earl, III), fodboldtræner Ken Tanaka (Gallagher), og de lokale nyhedsværter Rod Remington (Jones) og Andrea Carmichael (Earlene Davis). Gina Hecht medvirker som Puck mor.
Episoden har coverversioner af "Bust a Move" af Young MC, Sisqós "Thong Song", Neil Diamonds "Sweet Caroline", "I Could Have Danced All Night" fra musicalen My Fair Lady, og "What a Girl Wants" af Christina Aguilera. En instrumental version af "Sing, Sing, Sing (With a Swing)" af Louis Prima bruges i den scene, hvor Will lærer Sue hvordan man danser swing dance.  Neil Diamond var tøvende om give tilladelse til, at Glee måtte bruge hans sang, og besluttede i første omgang ikke at give tilladelse. Glees musik supervisor P.J. Bloom var i stand til at overbevise ham om, at han skulle ændre hans beslutning, og Diamond gav også tilladelse til at Glee måtte bruge hans sang "Hello Again" til brug på et senere tidspunkt. Efter episoden var vist på tv, lagde Diamond sin godkendelse på Twitter, og skrev: "Hey, so who's this guy Puck singing "Sweet Caroline" so good, so good, so good on #Glee? Loved it!!"
Studieoptagelser af "Bust a Move", "Thong Song" and "Sweet Caroline" blev udgivet som singler, til rådighed for digital download. "Bust a Move" hittede som nummer 93 i USA og 78 i Canada mens "Sweet Caroline" hittede som nummer 34 i USA, 22 i Canada og 37 i Australien. "Bust a Move" og "Sweet Caroline" findes på albummet Glee: The Music, Volume 1, hvor en studieindspilning af "I Could Have Danced All Night" indgår som en bonus track på plader købt hos Target.

## Modtagelse
"Mash-Up" blev set af 7.240.000 amerikanske seere, og opnåede en bedømmelse på 3,2 ud af 8 i aldersgruppen 18 til 49 år. Det var den nittende mest sete show i Canada for ugen, med 1.520.000 seere. I Storbritannien, blev episoden set af 2.053.000 seere, og blev den mest sete show på E4 og E4+1 for ugen, og en af de mest sete shows på kabeltv for ugen.
Raymund Flandez fra The Wall Street Journal beskrev episoden som "et vendepunkt for Glee", og kommenterer, at selv om der tidligere havde været kritik af mange af karakterende for at værende "en note", viste denne episode, at det ikke var tilfældet, og viser, at Will har en legende side, Sue har følelser, og Puck er i stand til at "komme ud af hans bonehead-punk ydre". Andrea Reiher fra Zap2it var glad for, at Wills kone Terri ikke selv var med i episoden, og kommenterer: "Jeg kan lide Jessalyn Gilsig, men denne karakter driver mig til vanvid." Eric Goldman fra IGN bedømt episoden med 8,2 ud af 10, og skrev, at han ønskede at Sues forhold til Rod varede mere end en episode.
De musikalske forestillinger i "Mash-Up" modtog blandede anmeldelser. Joal Ryan for E! Online kritiserede showets "overproduceret soundtrack", og skriver, at Monteith blev redigeret, så han lyder som Cher, og at da Morrison sang "The Thong Song" og "Bust a Move", "lød han som om, han var i en musikvideo, ikke på et gymnasium." Han nød Micheles version af "What a Girl Wants", og kalder hendes sang "rå og dejlige". Entertainment Weeklys Michael Slezak kritiserede "Bust A Move" præstationen, og skriver, at Morrison gav en "bleg efterligning" af Young MC.  Han var lidt mere positiv med hensyn til "Thong Song" performancen, og havde en følelse af, at Morrison havde "en lidt mindre overspændt vokal end Sisqó", og bemærkede, at Salling gjorde "mere end en driftsklar job" på "Sweet Caroline". Entertainment Weekly skribent Dan Snierson kaldte Morrisons forestilling "temmelig imponerende" og MTVs Aly Semigran nød dem også, og skriver: "Vi ønsker mere". Goldman var også positiv med hensyn til Morrisons forestillinger, og bemærkede: "Der er selvfølgelig noget helt dorky om at se denne fyr udføre disse sange, men Morrison spiller Will med sådan en nydelse, at han sælger det fuldstændigt."
Glees forfattere er også blevet rost for episodens komiske indhold; en bestemt joke (udført af Lynch som Sue) blev kaldt en "øjeblikkelig klassiker" af tv-forfatter/producer Jane Espenson. Ifølge Espenson:
| Citat         | The beauty of the joke is that ... [it] WANTS you to get ahead of it, and then subverts your expectation. This is extremely hard to pull off because you have to make certain that the audience is going to get ahead of the joke, but you can't be so obvious about it that you know they're going to anticipate the switch-up. This particular version is a thing of joy. I think a lot of what makes it work is the violence of the final image—you lose nothing of the force of the threat by not getting to any violence against the kitten." | Citat |
| Jane Espenson | |       |

## Eksterne links
- Mash-Up på Internet Movie Database (engelsk)
- "Mash-Up" Arkiveret 13. januar 2015 hos  Wayback Machine at TV.com